# Seth Green

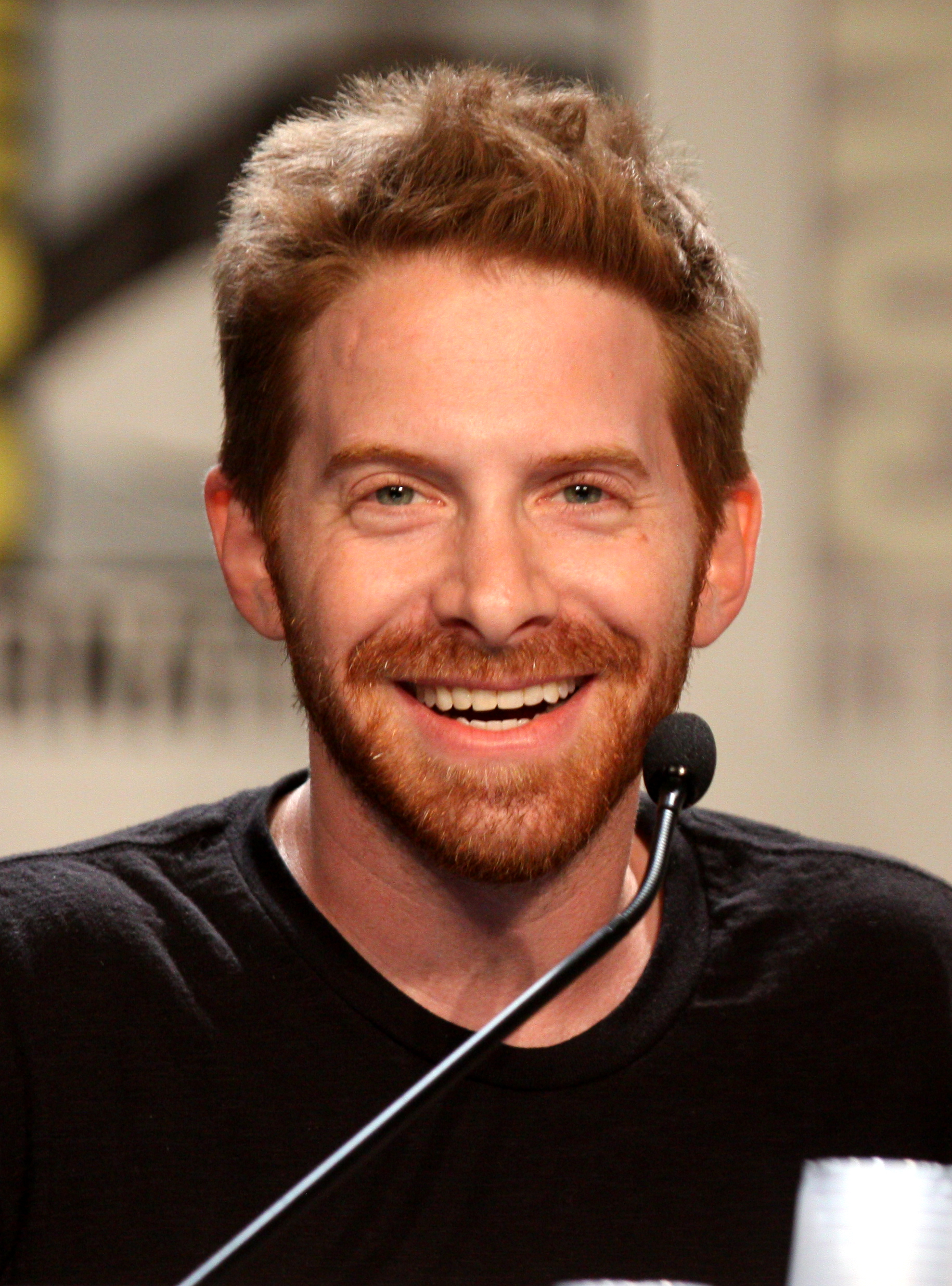
Seth Green

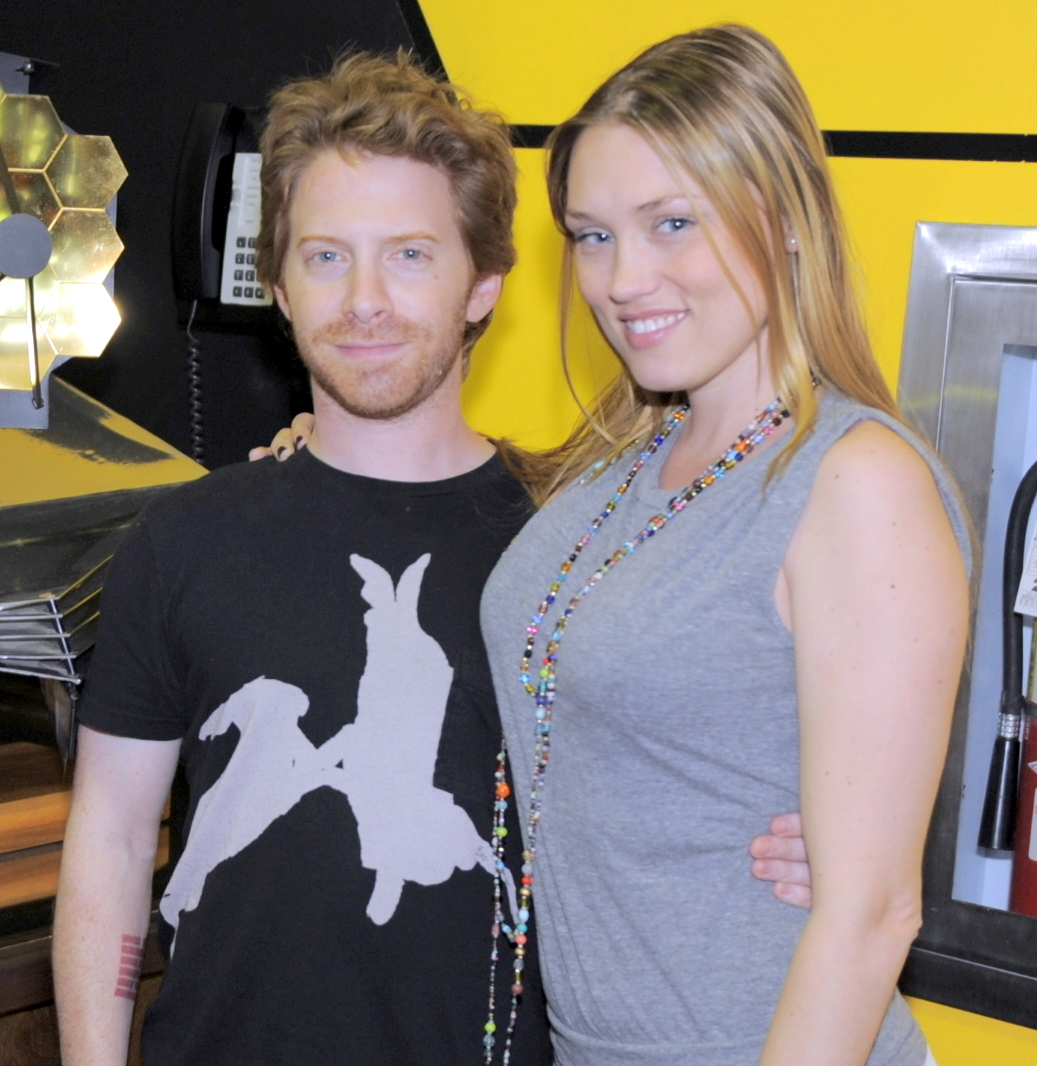
Seth Green y Clare Grant

Seth Benjamin Gesshel-Green (Filadelfia, Pensilvania, 8 de febrero de 1974) es un actor estadounidense y productor de televisión. Es el cocreador, productor y guionista de la serie Robot Chicken, también conocido por su papel como Daniel Osbourne "Oz" en la serie Buffy The Vampire Slayer, la voz a Chris Griffin en Padre de familia, al Teniente de aviación Jeff 'Joker' Moreau de la trilogía Mass Effect y a Scott Maligno en la trilogía de Austin Powers

## Biografía
Seth Benjamin Gesshel-Green es hijo del profesor de matemáticas Herb Green y de la artista Barbara Green. Tiene una hermana mayor llamada Kaela.
Tras actuar en el colegio en la obra musical “Hello Dolly” decidió que quería dedicarse profesionalmente a la interpretación.
A los diez años consiguió debutar en el cine, interviniendo en la película del británico Tony Richardson, Hotel New Hampshire (1984).

## Carrera
Seth Green es comúnmente conocido por su papel como el hijo del Doctor Maligno en la serie de películas Austin Powers y como Daniel Osbourne (Oz) un chico convertido en hombre lobo en la serie Buffy the Vampire Slayer, además de poner voz a Chris Griffin en Padre de Familia.
Seth es cocreador, junto con Matthew Senreich, de la serie animada Robot Chicken. Ha sido director general del programa Raw del 13 de julio de 2009 y participó en una lucha junto a Triple H y John Cena contra Randy Orton y The Legacy. Hizo un pequeño cameo en el vídeo musical "Break Stuff" de Limp Bizkit. También hizo una aparición en el video musical "This Ain't A Scene, It's An Arms Race" de Fall Out Boy. También hizo aparición en el video "Blanco y Nerd" de Weird Al Yankovic.
Es la voz de Chris Griffin y de Neil Goldman en la serie de televisión animada, Padre de familia.
Además participó en un capítulo de la serie de televisión The X-Files, "Deep Throat", emitido el 17 de septiembre de 1993. Interpreta a Emil, un joven que ayuda a Fox Mulder a introducirse en una base secreta de la fuerza aérea donde se experimentaba con tecnología extraterrestre.
En la franquicia de videojuegos para Xbox 360 y PC, Mass Effect, da su voz a Joker, el piloto de la nave SSV Normandy SR-1 y posteriormente, la SR2 Normandy en Mass Effect 2 y Mass Effect 3.

## Vida personal
Su actual pareja es la también actriz Clare Grant, con quien se casó en el año 2010.
Es de ascendencia ruso-judía, fue criado como judío y tuvo una ceremonia de Benei Mitzvá.

## Filmografía

### Cine
| Año  | Título                                          | Personaje                                     | Notas                              |
| ---- | ----------------------------------------------- | --------------------------------------------- | ---------------------------------- |
| 1984 | Billions for Boris                              | Benjamin 'Ape-Face' Andrews                   | Primer papel en una película       |
| 1984 | Hotel New Hampshire                             | 'Egg' Berry                                   |                                    |
| 1986 | Willy/Milly                                     | Malcolm                                       |                                    |
| 1987 | Días de radio                                   | Joe                                           |                                    |
| 1987 | Can't Buy Me Love                               | Chuckie Miller                                |                                    |
| 1988 | Big Business                                    | Jason                                         |                                    |
| 1988 | Mi novia es una extraterrestre                  | Fred Glass                                    |                                    |
| 1990 | Missing Parents                                 | Leo                                           |                                    |
| 1990 | Pump Up the Volume                              | Joey                                          |                                    |
| 1990 | It                                              | Joven Richie Tozier (Beep Beep Richie)        |                                    |
| 1992 | The Double 0 Kid                                | Chip                                          | Directo a video                    |
| 1993 | Ticks                                           | Tyler Burns                                   | Directo a video                    |
| 1993 | Arcade                                          | Stilts                                        | Directo a video                    |
| 1993 | Airborne                                        | Wiley                                         |                                    |
| 1993 | The Day My Parents Ran Away                     | Leo                                           |                                    |
| 1995 | Notes from Underground                          | Vecino Punk                                   |                                    |
| 1995 | White Man's Burden                              | 3.er Joven en el puesto de perritos calientes |                                    |
| 1996 | To Gillian on Her 37th Birthday                 | Danny Green                                   |                                    |
| 1997 | Boys Life 2                                     | Homófobo 2                                    | Segmento: "Nunzio's Second Cousin" |
| 1997 | Austin Powers: International Man of Mystery     | Scott Evil                                    |                                    |
| 1998 | Ya no puedo esperar                             | Kenny Fisher                                  |                                    |
| 1998 | Enemigo Público                                 | Selby                                         | No acreditado                      |
| 1999 | El diablo metió la mano                         | Mick                                          |                                    |
| 1999 | Stonebrook                                      | Cornelius                                     |                                    |
| 1999 | Austin Powers: The Spy Who Shagged Me           | Scott Evil                                    |                                    |
| 2001 | Rock Star 101                                   | Le'Von                                        | Cortometraje                       |
| 2001 | The Trumpet of the Swan                         | Boyd                                          | Papel de voz                       |
| 2001 | The Attic Expeditions                           | Douglas                                       |                                    |
| 2001 | Josie and the Pussycats                         | Travis (miembro de la banda Du Jour)          |                                    |
| 2001 | La pareja del año                               | Danny Wax                                     |                                    |
| 2001 | Ratas a la carrera                              | Duane Cody                                    |                                    |
| 2001 | Knockaround Guys                                | Johnny Marbles                                |                                    |
| 2002 | Austin Powers in Goldmember                     | Scott Evil                                    |                                    |
| 2003 | Party Monster                                   | James St. James                               |                                    |
| 2003 | The Italian Job                                 | Napster                                       |                                    |
| 2004 | Scooby-Doo 2: Monsters Unleashed                | Patrick Wisely                                |                                    |
| 2004 | De perdidos al río                              | Dan Mott                                      |                                    |
| 2005 | Be Cool                                         | Shotgun (director de videos musicales)        | No acreditado                      |
| 2005 | Stewie Griffin: La historia jamás contada       | Chris Griffin/voces adicionales               | Papel de voz Directo a DVD         |
| 2005 | The Best Man                                    | Murray                                        |                                    |
| 2006 | Electric Apricot: Quest for Festeroo            | Jonah "the taper"                             |                                    |
| 2006 | Leave Britney Alone                             | Él mismo                                      | video de YouTube                   |
| 2006 | The TV Set                                      | Slut Wars Host                                |                                    |
| 2008 | The 1 Second Film                               | Él mismo                                      |                                    |
| 2008 | Sex Drive                                       | Ezekiel                                       |                                    |
| 2009 | His Name Was Jason: 30 Years of Friday the 13th | Él mismo                                      | Documental                         |
| 2011 | Mars Needs Moms                                 | Milo                                          | Captura de movimiento y narrador   |
| 2011 | The Story of Luke                               | Zack                                          |                                    |
| 2013 | Sexy Evil Genius                                | Zachary Newman                                |                                    |
| 2014 | Guardianes de la Galaxia                        | Howard el pato                                | Cameo de voz, no acreditado        |
| 2014 | The Identical                                   | Dino                                          |                                    |
| 2014 | Yellowbird                                      | Yellowbird                                    | Voz                                |
| 2015 | Wrestling Isn't Wrestling                       | Fan de DX                                     | Cortometraje                       |
| 2015 | Krampus                                         | Lumpy (personaje de captura de pantalla)      |                                    |
| 2016 | Holidays                                        | Pete Gunderson                                |                                    |
| 2017 | The Lego Batman Movie                           | King Kong                                     | Voz                                |
| 2017 | Guardianes de la Galaxia vol. 2                 | Howard el pato                                | Voz                                |
| 2017 | A Futile and Stupid Gesture                     | Christopher Guest                             |                                    |
| 2017 | Dear Dictator                                   | Dr. Charles Seaver                            |                                    |
| 2019 | Godzilla: King of the Monsters                  | Piloto de combate                             | No acreditado                      |
| 2019 | Changeland                                      | Brandon                                       | También director                   |
| 2020 | Wednesdays                                      | Patrick                                       | Posproducción                      |
| 2023 | Guardianes de la Galaxia vol. 3                 | Howard el pato                                | Voz                                |

### Televisión
| Año                     | Título                                        | Papel                                                                                    | Notas |
| ----------------------- | --------------------------------------------- | ---------------------------------------------------------------------------------------- | --- |
| 1984                    | Young People's Specials                       | Charlie                                                                                  | Episodio: «Charlie's Christmas Secret»                                                                                  |
| 1985                    | ABC Afterschool Special                       | Tommy Sanders                                                                            | Episodio: «I Want to Go Home»                                                                                           |
| 1985                    | Tales from the Darkside                       | Timmy                                                                                    | Episodio: «Monsters in My Room»                                                                                         |
| 1986                    | Amazing Stories                               | Lance                                                                                    | Episodio: «The Sitter»                                                                                                  |
| 1986                    | Spenser: For Hire                             | Andy Chandler                                                                            | Episodio: «The Hopes and Fears»                                                                                         |
| 1987                    | The Comic Strip                               | Voz                                                                                      | Papel de voz |
| 1987                    | Action Family                                 | Danny Elliot                                                                             | |
| 1988                    | The Facts of Life                             | Adam Brinkerhoff                                                                         | Episodios: «The Beginning of the End", "The Beginning of the Beginning»                                                 |
| 1988                    | Divided We Stand                              | Cody Gibbs                                                                               | Piloto de televisión de ABC                                                                                             |
| 1989                    | Free Spirit                                   | Joey                                                                                     | Episodio: «Too Much of a Good Thing»                                                                                    |
| 1989                    | Mr. Belvedere                                 |                                                                                          | Episodios: «Big» y «Paper Mill»                                                                                         |
| 1990                    | Life Goes On                                  | William Butler                                                                           | Episodios: «The Spring Fling» y «The Visitor»                                                                           |
| 1991                    | Our Shining Moment                            | Wheels                                                                                   | |
| 1991                    | Good & Evil                                   | David                                                                                    | |
| 1992                    | Evening Shade                                 | Larry Phipps                                                                             | Episodio: «Hasta la Vista»                                                                                              |
| 1992                    | The Wonder Years                              | Jimmy Donnelly                                                                           | Episodios: «Lunch Stories», «Sex and Economics»                                                                         |
| 1992                    | Batman: la serie animada                      | Mago                                                                                     | Voz Episodio: «I Am the Night»                                                                                          |
| 1993                    | Beverly Hills, 90210                          | Wayne                                                                                    | Episodio: «The Game Is Chicken»                                                                                         |
| 1993                    | The X-Files                                   | Emil                                                                                     | Episodio: «Deep Throat» (1x02)                                                                                          |
| 1993                    | The Day My Parents Ran Away                   | Leo                                                                                      | Película para TV |
| 1993                    | SeaQuest DSV                                  | Mark "Wolfman"                                                                           | Episodio: «Photon Bullet»                                                                                               |
| 1994                    | The Byrds of Paradise                         | Harry Byrd                                                                               | |
| 1994                    | Weird Science                                 | Lubec                                                                                    | Episodio: «Lisa's Virus»                                                                                                |
| 1995                    | Real Ghosts                                   | Termite                                                                                  | Miniserie de UPN |
| 1995                    | Step by Step                                  | Danny                                                                                    | Episodio: «Head of the Class»                                                                                           |
| 1996                    | Something So Right                            | Napoleon                                                                                 | Episodio: «Pilot» |
| 1997                    | Pearl                                         | Bob                                                                                      | Episodio: «Mission ImPearlsible»                                                                                        |
| 1997                    | Mad About You                                 | Bobby Rubenfeld                                                                          | Episodio: «Guardianhood»                                                                                                |
| 1997                    | The Drew Carey Show                           | The MC                                                                                   | Episodio: «That Thing You Don't»                                                                                        |
| 1997                    | Temporarily Yours                             | David Silver                                                                             | |
| 1997–2000               | Buffy the Vampire Slayer                      | Oz                                                                                       | 39 episodios |
| 1998                    | Cybill                                        | Jaybo                                                                                    | Episodio: «Cybill Sheridan's Day Off»                                                                                   |
| 1999–2001 2005–presente | Family Guy                                    | Chris Griffin Neil Goldman voces adicionales                                             | Papeles de voz |
| 1999                    | Angel                                         | Oz                                                                                       | Episodio: «In the Dark»                                                                                                 |
| 1999–2001               | Batman Beyond                                 | Nelson Nash Dempsey                                                                      | Papel de voz 6 episodios                                                                                                |
| 1999–2001               | 100 Deeds for Eddie McDowd                    | Eddie McDowd                                                                             | Papel de voz |
| 2000                    | MADtv                                         | Brightling                                                                               | 4 episodios |
| 2000–2001               | Tucker                                        | Él mismo                                                                                 | |
| 2002                    | Greg the Bunny                                | Jimmy Bender                                                                             | |
| 2002                    | Whatever Happened to Robot Jones?             | Varias voces                                                                             | Papeles de voz |
| 2003–2004               | That '70s Show                                | Mitch Miller                                                                             | 5 episodios |
| 2003–2004               | Aqua Teen Hunger Force                        | Él mismo                                                                                 | Episodio: «The Dressing»                                                                                                |
| 2004                    | Married to the Kellys                         | Dr. Jim Coglan                                                                           | Episodio: «A Portrait of Susan»                                                                                         |
| 2004                    | Crank Yankers                                 |                                                                                          | Papel de voz Episodio: 2.27                                                                                             |
| 2004                    | Sesame Street                                 | Vinny                                                                                    | 2 episodios |
| 2005                    | Will & Grace                                  | Randall Finn                                                                             | Episodio: «Friends With Benefits»                                                                                       |
| 2005–presente           | American Dad!                                 | Etan Cohen Matthew McConaughey Joey                                                      | Papel de voz 4 episodios                                                                                                |
| 2005–presente           | Robot Chicken                                 | Varias voces                                                                             | Cocreador Papeles de voz Director Escritor                                                                              |
| 2006                    | Four Kings                                    | Barry                                                                                    | |
| 2006                    | Ned's Declassified School Survival Guide      | Perro                                                                                    | Papel de voz Episodio: «Guide to April Fool's Day and Excuses»                                                          |
| 2006                    | The Secret Policeman's Ball                   | Private Parts/Mt. Pink                                                                   | Especial de TV de Channel 4                                                                                             |
| 2006                    | Entourage                                     | Él mismo                                                                                 | Episodios: «Strange Days", «Vegas Baby, Vegas!», «Seth Green Day»                                                       |
| 2007                    | Grey's Anatomy                                | Nick                                                                                     | Episodios: «Crash Into Me, Part 1», «Crash Into Me, Part 2»                                                             |
| 2007                    | Robot Chicken: Star Wars                      | Varias voces                                                                             | Cocreador Papel de voces Director Escritor Especial de TV                                                               |
| 2007                    | Blue Harvest                                  | Chris Griffin/voces adicionales                                                          | Papel de voz Especial de TV, directo a DVD                                                                              |
| 2008                    | Reno 911!                                     | Rick el Mánager                                                                          | Undercover at Burger Cousin»                                                                                            |
| 2008                    | My Name Is Earl                               | Buddy                                                                                    | Episodio: «The Magic Hour»                                                                                              |
| 2008                    | Héroes                                        | Sam                                                                                      | Episodios: «The Eclipse», «Our Father»                                                                                  |
| 2008                    | Seth MacFarlane's Cavalcade of Cartoon Comedy | Varios personajes                                                                        | |
| 2008                    | Robot Chicken: Star Wars Episode II           | Varios personajes                                                                        | Cocreador Papeles de voz Director Escritor Productor ejecutivo Especial de televisión                                   |
| 2009                    | Un-broke: What You Need To Know About Money   | Él mismo                                                                                 | Especial de TV |
| 2009                    | WWE Raw                                       | Él mismo                                                                                 | Anfitrión invitado especial                                                                                             |
| 2009                    | Star Wars: The Clone Wars                     | Todo 360 Ion Papanoida                                                                   | Voz, invitado |
| 2009                    | Titan Maximum                                 | Varios personajes, Lt. Gibbs                                                             | Papel de voz Productor ejecutivo                                                                                        |
| 2009                    | The Cleveland Show                            | Chris Griffin                                                                            | Voz |
| 2009                    | Something, Something, Something, Dark Side    | Chris Griffin/Voces adicionales                                                          | Papel de voz especial de TV, Directo a DVD                                                                              |
| 2009                    | Los hermanos Venture                          | Lance Hale                                                                               | Voz |
| 2010                    | Warren the Ape                                | Él mismo                                                                                 | |
| 2010                    | Robot Chicken: Star Wars Episode III          | Varias voces                                                                             | Cocreador Papel de voz Director Escritor Productor ejecutivo Especial de TV                                             |
| 2011                    | It's a Trap!                                  | Chris Griffin/Voces adicionales                                                          | Papel de voz Especial de televisión; directo a DVD                                                                      |
| 2011                    | MAD                                           | Jacob Black, Captain America, Gordon Ramsay, Ted Mosby                                   | Papel de voz Episodios: «Twigh School Musical/Avenger Time», «Kitchen Nightmares Before Christmas/How I Met Your Mummy» |
| 2012                    | Phineas and Ferb                              | Monty Monogram                                                                           | Papel de voz Episodios: «Minor Monogram», «Sipping with the Enemy»                                                      |
| 2012                    | Franklin & Bash                               | Jango                                                                                    | Episodio: «Jango and Rossi»                                                                                             |
| 2012                    | How I Met Your Mother                         | Daryl LaCorte                                                                            | Episodio: «The Final Page: Part One»                                                                                    |
| 2013                    | Conan                                         | Conan O'Brien                                                                            | |
| 2013                    | Men at Work                                   | Vagabundo                                                                                | |
| 2013                    | Dads                                          | Eli Sachs                                                                                | 18 episodios |
| 2013                    | Hulk y los Agentes de S.M.A.S.H.              | Rick Jones/A-Bomb, Rocket Raccoon                                                        | Papel de voz; papel principal                                                                                           |
| 2013                    | Mom                                           | Paul Solman                                                                              | Episodio: «Corned Beef and Handcuffs»                                                                                   |
| 2013                    | Husbands                                      | The Officiant                                                                            | Episodio: «I Do Over»                                                                                                   |
| 2014                    | Avengers Assemble                             | Rocket Raccoon                                                                           | Papel de voz; episodio: «Guardians and Space Knights»                                                                   |
| 2014-2017               | Las Tortugas Ninja                            | Leonardo / Sir George / Triceraton                                                       | Papel de voz; papel principal (tercera temporada-quinta temporada)                                                      |
| 2015                    | Community                                     | Scrunch (Millonario de la tecnología / dueño de la Universidad Comunitaria de Greendale) | Episodio: «Emotional Consequences of Broadcast Television»                                                              |
| 2016                    | Ice Age: The Great Egg-Scapade                | Squint                                                                                   | Papel de voz; especial de televisión                                                                                    |
| 2016                    | Castle                                        | Linus                                                                                    | Voz, No acreditado; 2 episodios                                                                                         |
| 2016                    | Broad City                                    | Jared                                                                                    | 2 episodios |
| 2016                    | The Loud House                                | Loki                                                                                     | Episodio: «One of the Boys»                                                                                             |
| 2016                    | Mary + Jane                                   | Toby                                                                                     | Episodio: «Neighborhood Watch»                                                                                          |
| 2017                    | Crazy Ex-Girlfriend                           | Patrick                                                                                  | Episodio: «Is Josh Free in Two Weeks?»                                                                                  |
| 2017                    | Los Simpson                                   | Nerd de Robot Chicken                                                                    | Papel de voz; episodio: «The Cad and the Hat»                                                                           |
| 2017                    | Buddy Thunderstruck                           | —                                                                                        | Productor ejecutivo |
| 2017                    | Star Wars Rebels                              | Capitán Seevor                                                                           | Papel de voz, episodio: «Crawler Commanders»                                                                            |
| 2018                    | Guardians of the Galaxy                       | Howard el Pato                                                                           | Papel de voz, 6 episodios                                                                                               |
| 2018                    | Bobcat Goldthwait's Misfits & Monsters        | Noble Bartell                                                                            | Episodio: «Bubba the Bear»                                                                                              |
| 2018                    | 12 oz. Mouse                                  | Mouse "Fitz" Fitzgerald                                                                  | Papel de voz, episodio: «Invictus» Acreditado como Baron Victor Von Hamburger III                                       |
| 2019                    | Historical Roasts                             | David Bowie                                                                              | Episodio: «Freddie Mercury»                                                                                             |
| 2020                    | The Rookie                                    | Jordan Neil                                                                              | Episodio: «Hand-Off» |
| 2020                    | Crossing Swords                               | Blinkerquartz                                                                            | Papel de voz, 20 episodios                                                                                              |
| 2024                    | What If...?                                   | Howard el Pato                                                                           | Papel de voz; episodios: «What If... Howard the Duck Got Hitched?», «What If... the Watcher Disappeared?»               |

### Videojuegos
| Año  | Título           | Papel                                    | Notas           |
| ---- | ---------------- | ---------------------------------------- | --------------- |
| 1992 | Make My Video    | Miembro de banda                         |                 |
| 2007 | Mass Effect      | Teniente de aviación Jeff 'Joker' Moreau | Voz y semejanza |
| 2010 | Mass Effect 2    | Teniente de aviación Jeff 'Joker' Moreau | Voz y semejanza |
| 2012 | Mass Effect 3    | Teniente de aviación Jeff 'Joker' Moreau | Voz y semejanza |
| 2016 | Infinite Warfare | Poindexter del modo zombis               |                 |

## Premios y reconocimientos
| Año  | Premio                  | Categoría                                                                        | Trabajo | Resultado |
| ---- | ----------------------- | -------------------------------------------------------------------------------- | --- | --------- |
| 1989 | Young Artist Awards     | Best Young Actor Guest-Starring in a Syndicated Family Comedy, Drama, or Special | The Facts of Life                                                                                                   |           |
| 1992 | Young Artist Awards     | Outstanding Young Comedian in a Television Series                                | Good & Evil |           |
| 2000 | Teen Choice Awards      | TV – Choice Actor                                                                | Buffy the Vampire Slayer                                                                                            |           |
| 2002 | Teen Choice Awards      | TV – Choice Actor, Comedy                                                        | Greg the Bunny |           |
| 2005 | Teen Choice Awards      | Choice Movie Dance Scene                                                         | Be Cool |           |
| 2006 | Spike Video Game Awards | Best Supporting Male Performance                                                 | Family Guy Video Game!                                                                                              |           |
| 2006 | Spike Video Game Awards | Best Cast                                                                        | Family Guy Video Game!                                                                                              |           |
| 2007 | Primetime Emmy Awards   | Outstanding Animated Program                                                     | Robot Chicken, episode: "Lust for Puppets"                                                                          |           |
| 2008 | Annie Awards            | Best Animated Television Production                                              | Robot Chicken: Star Wars                                                                                            |           |
| 2008 | Annie Awards            | Best Directing in an Animated Television Production                              | Robot Chicken: Star Wars                                                                                            |           |
| 2008 | Primetime Emmy Awards   | Outstanding Animated Program                                                     | Robot Chicken: Star Wars                                                                                            |           |
| 2009 | Annie Award             | Best Animated Television Production                                              | Robot Chicken: Star Wars Episode II                                                                                 |           |
| 2009 | Annie Award             | Best Writing in an Animated Television Production or Short Form                  | Robot Chicken: Star Wars Episode II                                                                                 |           |
| 2009 | Slammy Awards           | Raw Guest Host of the Year                                                       | WWE Raw |           |
| 2009 | Primetime Emmy Awards   | Outstanding Animated Program                                                     | Robot Chicken: Star Wars Episode II                                                                                 |           |
| 2009 | Primetime Emmy Awards   | Outstanding Voice-Over Performance                                               | Robot Chicken: Star Wars Episode II                                                                                 |           |
| 2010 | Primetime Emmy Awards   | Outstanding Short Form Animated Program                                          | Robot Chicken, episode: "Full-Assed Christmas Special" ("Dear Consumer")                                            |           |
| 2010 | Primetime Emmy Awards   | Outstanding Voice-Over Performance                                               | Robot Chicken |           |
| 2011 | Annie Awards            | Best Writing in a Television Production                                          | Robot Chicken: Star Wars Episode III                                                                                |           |
| 2011 | Primetime Emmy Awards   | Outstanding Animated Program                                                     | Robot Chicken: Star Wars Episode III                                                                                |           |
| 2011 | Primetime Emmy Awards   | Outstanding Short Form Animated Program                                          | Robot Chicken, episode: "Robot Chicken's DP Christmas Special"                                                      |           |
| 2011 | Primetime Emmy Awards   | Outstanding Voice-Over Performance                                               | Robot Chicken |           |
| 2012 | Teen Choice Awards      | Choice Animated Series                                                           | Robot Chicken |           |
| 2012 | Primetime Emmy Awards   | Outstanding Short Form Animated Program                                          | Robot Chicken, episode: "Fight Club Paradise"                                                                       |           |
| 2013 | Annie Awards            | Best General Audience Animated Television Production                             | Robot Chicken DC Comics Special                                                                                     |           |
| 2013 | Primetime Emmy Awards   | Outstanding Short Form Animated Program                                          | Robot Chicken, episode: "Robot Chicken's ATM Christmas Special"                                                     |           |
| 2013 | Primetime Emmy Awards   | Outstanding Voice-Over Performance                                               | Robot Chicken |           |
| 2014 | Primetime Emmy Awards   | Outstanding Short Form Animated Program                                          | Robot Chicken, episode: "Born Again Virgin Christmas Special"                                                       |           |
| 2014 | Primetime Emmy Awards   | Outstanding Character Voice-Over Performance                                     | Robot Chicken DC Comics Special 2: Villains in Paradise                                                             |           |
| 2015 | Annie Awards            | Outstanding Achievement, Voice Acting in an Animated TV/Broadcast Production     | Robot Chicken |           |
| 2015 | Primetime Emmy Awards   | Outstanding Short Form Animated Program                                          | Robot Chicken, episode: "Chipotle Miserable"                                                                        |           |
| 2015 | Primetime Emmy Awards   | Outstanding Character Voice-Over Performance                                     | Robot Chicken |           |
| 2016 | Primetime Emmy Awards   | Outstanding Short Form Animated Program                                          | Robot Chicken, episode: "Robot Chicken Christmas Special: The X-Mas United"                                         |           |
| 2018 | Primetime Emmy Awards   | Outstanding Short Form Animated Program                                          | Robot Chicken, episode: "Freshly Baked: The Robot Chicken Santa Claus Pot Cookie Freakout Special: Special Edition" |           |
| 2019 | Primetime Emmy Awards   | Outstanding Short Form Animated Program                                          | Robot Chicken, episode: "Why Is It Wet?"                                                                            |           |
| 2020 | Primetime Emmy Awards   | Outstanding Short Form Animated Program                                          | Robot Chicken, episode: "Santa's Dead (Spoiler Alert) Holiday Murder Thing Special"                                 |           |
| 2021 | Primetime Emmy Awards   | Outstanding Short Form Animated Program                                          | Robot Chicken, episode: "Endgame"                                                                                   |           |
| 2022 | Primetime Emmy Awards   | Outstanding Short Form Animated Program                                          | Robot Chicken, episode: "Happy Russian Deathdog Dolloween 2 U"                                                      |           |